# Tree Rollins
Wayne Monte Rollins, detto Tree (Winter Haven, 16 giugno 1955), è un ex cestista, allenatore di pallacanestro e dirigente sportivo statunitense, professionista nella NBA.

## Carriera
È stato selezionato dagli Atlanta Hawks al primo giro del Draft NBA 1977 (14ª scelta assoluta).
Con gli Stati Uniti ha disputato i Giochi panamericani di Città del Messico 1975.

## Statistiche
| * | Primo nella lega |

### College
| Anno      | Squadra        | PG  | PT  | MP   | TC%  | 3P% | TL%  | RP   | AP  | PRP | SP  | PP   |
| --------- | -------------- | --- | --- | ---- | ---- | --- | ---- | ---- | --- | --- | --- | ---- |
| 1973-1974 | Clemson Tigers | 26  | 26  | -    | 54,3 | -   | 63,0 | 12,2 | 0,3 | -   | 4,1 | 12,4 |
| 1974-1975 | Clemson Tigers | 28  | 28  | -    | 49,7 | -   | 59,7 | 11,7 | 0,6 | -   | 4,3 | 13,0 |
| 1975-1976 | Clemson Tigers | 28  | 28  | 30,8 | 54,3 | -   | 56,6 | 11,0 | 1,3 | 0,8 | 4,2 | 13,7 |
| 1976-1977 | Clemson Tigers | 28  | 28  | 27,8 | 58,0 | -   | 63,2 | 12,8 | 1,1 | 1,0 | 3,9 | 14,1 |
| Carriera  | Carriera       | 110 | 110 | 29,3 | 53,9 | -   | 60,6 | 11,9 | 0,8 | 0,9 | 4,1 | 13,5 |

### NBA

#### Regular Season
| Anno      | Squadra             | PG    | PT  | MP   | TC%  | 3P% | TL%  | RP  | AP  | PRP | SP   | PP  |
| --------- | ------------------- | ----- | --- | ---- | ---- | --- | ---- | --- | --- | --- | ---- | --- |
| 1977-1978 | Atlanta Hawks       | 80    | -   | 22,4 | 48,7 | -   | 70,3 | 6,9 | 1,0 | 0,7 | 2,7  | 7,6 |
| 1978-1979 | Atlanta Hawks       | 81    | -   | 23,5 | 53,5 | -   | 63,1 | 7,3 | 0,6 | 0,6 | 3,1  | 8,4 |
| 1979-1980 | Atlanta Hawks       | 82    | -   | 25,9 | 55,8 | -   | 71,4 | 9,4 | 0,9 | 0,7 | 3,0  | 8,9 |
| 1980-1981 | Atlanta Hawks       | 40    | -   | 26,1 | 55,2 | 0,0 | 80,7 | 7,2 | 0,9 | 0,7 | 2,9  | 7,0 |
| 1981-1982 | Atlanta Hawks       | 79    | 39  | 25,5 | 58,4 | -   | 61,2 | 7,7 | 0,7 | 0,4 | 2,8  | 6,1 |
| 1982-1983 | Atlanta Hawks       | 80    | 80  | 30,9 | 51,0 | 0,0 | 72,6 | 9,3 | 0,9 | 0,6 | 4,3* | 7,8 |
| 1983-1984 | Atlanta Hawks       | 77    | 76  | 30,5 | 51,8 | -   | 62,1 | 7,7 | 0,8 | 0,5 | 3,6  | 8,6 |
| 1984-1985 | Atlanta Hawks       | 70    | 60  | 25,0 | 54,9 | -   | 72,0 | 6,3 | 0,7 | 0,5 | 2,4  | 6,3 |
| 1985-1986 | Atlanta Hawks       | 74    | 61  | 24,1 | 49,9 | 0,0 | 76,7 | 6,2 | 0,6 | 0,5 | 2,3  | 5,6 |
| 1986-1987 | Atlanta Hawks       | 75    | 58  | 23,5 | 54,6 | -   | 72,4 | 6,5 | 0,3 | 0,6 | 1,9  | 5,4 |
| 1987-1988 | Atlanta Hawks       | 76    | 59  | 23,2 | 51,2 | -   | 87,5 | 6,0 | 0,3 | 0,4 | 1,7  | 4,4 |
| 1988-1989 | Cleveland Cavaliers | 60    | 2   | 9,7  | 44,9 | 0,0 | 63,2 | 2,3 | 0,3 | 0,2 | 0,6  | 2,3 |
| 1989-1990 | Cleveland Cavaliers | 48    | 19  | 14,0 | 45,6 | 0,0 | 68,8 | 3,2 | 0,5 | 0,3 | 1,1  | 2,6 |
| 1990-1991 | Detroit Pistons     | 37    | 0   | 5,5  | 42,4 | -   | 57,1 | 1,1 | 0,1 | 0,1 | 0,5  | 1,0 |
| 1991-1992 | Houston Rockets     | 59    | 5   | 11,8 | 53,5 | -   | 86,7 | 2,9 | 0,3 | 0,2 | 1,1  | 2,0 |
| 1992-1993 | Houston Rockets     | 42    | 0   | 5,9  | 26,8 | 0,0 | 75,0 | 1,4 | 0,2 | 0,1 | 0,4  | 0,7 |
| 1993-1994 | Orlando Magic       | 45    | 1   | 8,5  | 54,7 | -   | 60,0 | 2,1 | 0,2 | 0,2 | 0,8  | 1,7 |
| 1994-1995 | Orlando Magic       | 51    | 3   | 9,4  | 47,6 | -   | 67,7 | 1,9 | 0,2 | 0,1 | 0,7  | 1,2 |
| Carriera  | Carriera            | 1.156 | 463 | 20,8 | 52,2 | 0,0 | 70,0 | 5,8 | 0,6 | 0,4 | 2,2  | 5,4 |

#### Playoffs
| Anno     | Squadra             | PG | PT | MP   | TC%  | 3P% | TL%  | RP   | AP  | PRP | SP  | PP  |
| -------- | ------------------- | -- | -- | ---- | ---- | --- | ---- | ---- | --- | --- | --- | --- |
| 1978     | Atlanta Hawks       | 2  | -  | 25,5 | 58,3 | -   | 25,0 | 4,5  | 0,5 | 0,5 | 2,0 | 8,0 |
| 1979     | Atlanta Hawks       | 9  | -  | 23,6 | 41,2 | -   | 69,2 | 7,9  | 0,6 | 0,3 | 2,7 | 5,7 |
| 1980     | Atlanta Hawks       | 5  | -  | 26,8 | 58,1 | -   | 60,0 | 7,6  | 0,6 | 0,4 | 2,8 | 8,4 |
| 1982     | Atlanta Hawks       | 2  | -  | 32,5 | 33,3 | -   | 75,0 | 4,0  | 1,0 | 0,0 | 3,0 | 3,5 |
| 1983     | Atlanta Hawks       | 3  | -  | 39,3 | 48,1 | -   | 33,3 | 10,0 | 1,0 | 0,3 | 3,3 | 9,7 |
| 1984     | Atlanta Hawks       | 5  | -  | 30,4 | 40,0 | -   | 62,5 | 6,8  | 0,2 | 0,4 | 2,0 | 5,0 |
| 1986     | Atlanta Hawks       | 9  | 9  | 27,6 | 55,3 | -   | 63,6 | 8,7  | 0,3 | 0,2 | 1,7 | 6,6 |
| 1987     | Atlanta Hawks       | 9  | 9  | 24,6 | 53,6 | -   | 71,4 | 5,9  | 0,3 | 0,3 | 1,8 | 4,4 |
| 1988     | Atlanta Hawks       | 12 | 12 | 27,8 | 55,6 | -   | 86,7 | 5,9  | 0,5 | 0,8 | 1,6 | 4,4 |
| 1989     | Cleveland Cavaliers | 5  | 0  | 14,8 | 75,0 | -   | 60,0 | 3,2  | 0,2 | 0,6 | 1,4 | 3,0 |
| 1990     | Cleveland Cavaliers | 3  | 0  | 12,7 | 33,3 | -   | 75,0 | 2,7  | 0,3 | 0,7 | 0,3 | 2,7 |
| 1991     | Detroit Pistons     | 6  | 0  | 5,3  | 100  | -   | -    | 0,5  | 0,0 | 0,2 | 0,2 | 0,7 |
| 1993     | Houston Rockets     | 6  | 0  | 2,7  | 0,0  | 0,0 | -    | 0,7  | 0,0 | 0,3 | 0,0 | 0,0 |
| 1994     | Orlando Magic       | 3  | 0  | 9,7  | 40,0 | -   | -    | 1,0  | 0,0 | 0,3 | 0,3 | 1,3 |
| 1995     | Orlando Magic       | 14 | 0  | 5,8  | 60,0 | -   | 25,0 | 0,4  | 0,0 | 0,0 | 0,4 | 0,5 |
| Carriera | Carriera            | 93 | 30 | 19,4 | 50,5 | 0,0 | 62,4 | 4,6  | 0,3 | 0,4 | 1,4 | 3,9 |

## Palmarès
- NCAA AP All-America Third Team (1977)
- NBA All-Defensive First Team (1984)
- NBA All-Defensive Second Team (1983)
- Miglior stoppatore NBA (1983)
- Nono miglior stoppatore di sempre NBA